# 薩摩道路
薩摩道路（さつまどうろ）は、鹿児島県さつま町永野から同町求名に至る総延長5.0Kmの地域高規格道路。北薩横断道路の一部を構成する。2012年2月14日にさつま観音滝IC～さつま広橋IC間が開通したのに伴い、薩摩道路の全線が開通した。

## 概要
- 道路名：薩摩道路（一般国道504号バイパス・北薩横断道路）
- 区間：さつま広橋IC - さつま観音滝IC - 永野IC
- 陸上距離：5 km
- 管理者：鹿児島県

## 沿革
- 2009年3月23日：永野IC - さつま観音滝IC間が開通[2]。
- 2012年2月14日：さつま観音滝IC - さつま広橋IC間が開通[3][1]。

## 通過する市町村
- 鹿児島県
  - さつま町

## 接続する道路
- 国道504号（永野IC）
- 鹿児島県道403号黒木新地線（さつま観音滝IC）
- 鹿児島県道396号薩摩祁答院線（さつま広橋IC）

## 隣
北薩横断道路
北薩空港道路
永野IC - 野坂IC
広瀬道路（建設中）
広瀬IC - さつま広橋IC